# Saša Machov
Saša Machov, vlastním jménem František Alexander Maťha (16. července 1903, Zhoř – 23. června 1951, Praha), byl český tanečník, choreograf a režisér.

## Životopis
Narodil se ve Zhoři u Pacova, ale již v mládí se s rodiči odstěhoval do Prahy. V Národním divadle absolvoval baletní přípravku primabaleríny Jelizavety Nikolské. Pod pseudonymem Saša Machov vstoupil do dějin českého baletu a divadla. Jeho avantgardní přístupy jej sblížily v roce 1927 s Osvobozeným divadlem Voskovce a Wericha, kde působil zprvu jako herec a tanečník do roku 1929,, znovu pak v letech 1936 až 1938, kdy se po odchodu Joe Jenčíka stal choreografem – připravil zde choreografii titulů např. Balada z hadrů, Nebe na zemi, Těžká Barbora, Pěst na oko. V letech 1929 až 1934 byl šéfem baletu Státního divadla v Ostravě a podílel se jako choreograf na 27 operních a 49 operetních představeních. V letech 1934 až 1936 byl angažován v divadle E. F. Buriana. S E. F. Burianem spolupracoval však již dříve jako choreograf mj. při jeho pohostinském nastudování Fagotu a flétny na libreto V. Nezvala v Národním divadle v roce 1929, kdy sám i tančil hlavní roli Fagotu. Později s E. F. Burianem spolupracoval znovu v roce 1946 na Žebrácké opeře a dalších představeních.
Před nacisty emigroval do Řecka a působil zde jako baletní choreograf řeckého královského baletu v Athénách a současně zde založil taneční školu. Po napadení Řecka Němci dobrovolně vstoupil do československé zahraniční armády. Odveden byl 28.2. 1941 v Jeruzalému a přidělen k 11. čs. praporu východnímu. Při africkém tažení proti Rommelovi v roce 1943 onemocněl malárií. Na léčení byl odvelen z Tobruku do Londýna, kde připravil pohostinsky choreografii Prodané nevěsty, což mu umožnilo vstup do Sadler's Wells Opera, kde pak režíroval. V Londýně rovněž připravoval koncerty pro čs. vojáky a spolupracoval jako choreograf s filmem a revuálními scénami.
Přestože po válce měl možnost zůstat v Sadler's Wells Opera, vrátil se do Prahy, kde však nenašel uplatnění. Na výzvu E. F. Buriana, který byl po válce ředitelem Státního divadla v Brně, odešel do Brna a v sezóně 1945/1946 byl uměleckým šéfem baletu, přičemž se však zabýval především operní režií. V sezóně 1946/1947 byl jmenován choreografem Národního divadla v Praze, v roce 1948 pak šéfem baletu Národního divadla. Za pět sezón svého působení v ND pozvedl soubor na skutečně světovou úroveň. Snažil se v dramaturgii i režii vytvořit osobitý český balet. Na scénu uvedl díla Stamice, Janáčka, Dvořáka, Musorgského, Čajkovského i Prokofjeva. V ND spolupracoval s významnými scénografy, mj. s Františkem Tröstrem, Karlem Svolinským a Františkem Tichým. Významná byla také jeho pedagogická činnost. K jeho žákům na baletní škole patřila i herečka Helena Růžičková.
Byl celý svůj život jednoznačně levicově orientovaný. V roce 1948 podepsal  prokomunistickou výzvu Kupředu, zpátky ni krok!, jež byla vydána dne 25. února 1948 pro podporu komunistického převratu. Po převratu vstoupil do komunistické strany, ale v roce 1950 neprošel stranickými prověrkami a z KSČ byl vyloučen. Práci v Národním divadle neztratil. Dne 26. ledna 1951 proběhla s velkou slávou premiéra jeho skvělého, v mnohém novátorského, nastudování Labutího jezera, ale... V roce 1951 byl na mezinárodním festivalu Pražské jaro předveden part z Labutího jezera, který měl sice velký úspěch u publika, ale v tisku bylo vystoupení zhodnoceno jako protisovětská provokace. Představy Machova rovněž nekorespondovaly s prosazováním tvorby v duchu socialistického realismu pro budovatele šťastných zítřků. V dané politické situaci mu určitě nepomohla ani jeho aktivní účast v bitvě u Tobruku v řadách britské armády.
V důsledku politické perzekuce, která ho postihla (nejen) jako účastníka západního odboje, dobrovolně ukončil svůj život 23. června 1951. Je pochován na Vinohradském hřbitově v Praze.

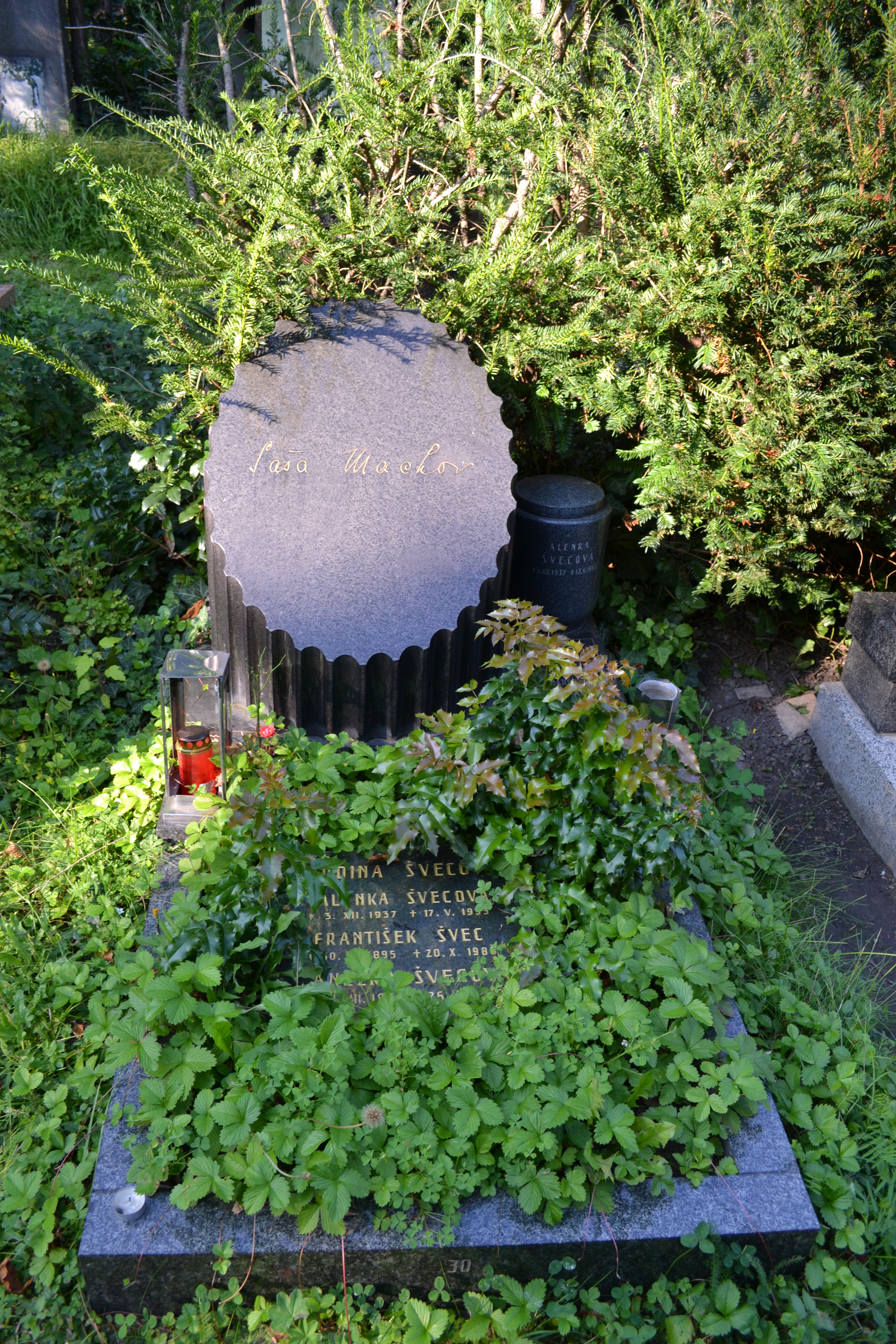
Hrob na Vinohradském hřbitově v Praze

## Citát
| „                      | Přišel jako herec malých rolí, aby později vynikl jako tanečník a významný československý choreograf v Národním divadle, kde vytvořil řadu krásných představení, které mají v dějinách českého baletu své nezastupitelné místo. Neznám lepší choreografie Prokofjeva než byly Machovovy. | “ |
| — František Filipovský | |   |

## Choreografie, výběr
- 1927 Vest pocket revue, (Voskovec, Werich), Osvobozené divadlo
- 1929 Fagot a flétna, (E. F. Burian), j. h., Národní divadlo
- 1935 Balada z hadrů, (Voskovec, Werich), Osvobozené divadlo
- 1934 Kupec benátský, (E. F.Burian dle W. Shakespeara), D 35
- 1935 Vojna, (E. F. Burian), D 35
- 1935 Píseň písní, (E. F. Burian), D 35
- 1936 Mistr Pleticha, (E. F. Burian), D 36
- 1936 Nebe na zemi, (Voskovec, Werich), Osvobozené divadlo
- 1936 Rub a líc, (Voskovec, Werich), Osvobozené divadlo
- 1937 Těžká Barbora, (Voskovec, Werich), Osvobozené divadlo
- 1938 Pěst na oko aneb Caesarovo finale, (Voskovec, Werich), Osvobozené divadlo
- 1947 Jarní symfonie, (J. V. Stamic), Národní divadlo
- 1948 Popelka, (S. Prokofjev), Národní divadlo
- 1949 Moravské tance, (L. Janáček), Národní divadlo
- 1950 Viktorka, (Z. Vostřák), Národní divadlo
- 1950 Romeo a Julie, (S. Prokofjev), Národní divadlo
- 1950 Nebe na zemi, (V+W), Divadlo čs. státního filmu v Karlíně
- 1951 Labutí jezero, (P. I. Čajkovskij), Národní divadlo

## Osobnosti českého divadla vzpomínají na Sašu Machova
Ota Ornest
- Útoky na Sašu v tisku i v divadle samém vyvrcholily, když v Národním divadle vystoupili na jednom představení špičkoví tanečníci z moskevského Velkého divadla. Jejich program byl náročný a pořadatelé požádali Sašu, aby vybral duo českých tanečníků, kteří by vytvořili jakési mezihry. Saša dodal v dobrém úmyslu Miroslava Kůru s partnerkou. Večer pak sklízel český pár – nepochybně právem – mnohem větší potlesk než jeho sovětští kolegové. Naše obecenstvo jim uspořádalo hotové ovace. Důsledky byly strašlivé….Vše se pak obrátilo proti Sašovi: Co jsme od něho mohli čekat? Vždyť byl v západní armádě.[12]

- Když jsem se pak doslechl, že při stranických prověrkách v Národním neprošel, věděl jsem, kolik uhodilo. Saša nebyl konjunkturalista, Saša naivně věřil – dávno, od předválečných let; tehdy, když spolupracoval se Škodou, E. F. Burianem a Honzlem, to ani nemohla být konjunktura. Teď svou víru ztratil a s ní ztratil i poslední orientaci…Sháněl jsem ho, kde se dalo, ale marně. Po premiéře sovětské operety Akulina, kterou v Karlínském divadle režíroval Jiří Frejka, jsem běžel do zákulisí v naději, že ho najdu. Ale Saša zmizel. Necelý měsíc po premiéře, někdy v červnu 1951, spáchal ve svém bytě v Jungmannově ulici sebevraždu. Patřil k několika lidem, s nimiž odešlo kus mého života.[13]

František Filipovský
- Když jsem se v roce 1937 oženil, stal se Saša Machov velkým přítelem mého manželství. Chodíval k nám často na návštěvu a byl ve svém živlu, když ho žena pustila do kuchyně. Vaření bylo jeho koníčkem. Během deseti či patnácti minut pořídil nádherný oběd. Vynikající kuchař s nenapodobitelným vkusem stolování. Určil dokonce, kde kdo z nás tří bude sedět a pak prostíral. Žena tehdy ještě byla zaměstnaná, já zkoušel a Machov, věrný a opravdový přítel, připravoval v naší kuchyňce hostinu.[14]

- Pak přišla válka, která zpřetrhala nejeden přátelský svazek. Každý měl svých starostí nad hlavu. Za války se mi narodila Pavlína – Honza těsně po válce, ale to už jsme se s Machovem nestýkali. Odešel do ciziny, bojoval proti Němcům u Tobruku jako voják anglické armády. Po pětačtyřicátém roce, když se vrátil, byla naše setkání už jen letmá. Po několika letech spáchal sebevraždu. Ta zpráva se mě dotkla, jako kdyby mi umřel někdo blízký v rodině.[14]